# Taschen
Taschen (stiliserat med versaler som TASCHEN) är ett internationellt bokförlag som tillverkar fotoböcker, känt främst för sina stora coffee table-böcker. Förlaget har sitt huvudkontor i Köln i Tyskland och är verksamt även i Berlin, Los Angeles och New York. Taschen publicerar böcker om foto, mode, arkitektur, konst och erotik; det sistnämnda har resulterat i att förlaget fått ett provokativt anseende. Inte sällan är dess böcker på flera världsspråk i samma volym; bildmaterialet är ofta det huvudsakliga. Förlaget grundades 1980 av Benedikt Taschen.
De har gett ut en serie signerade böcker kallade SUMO, av kända konstnärer, fotografer och artister som Muhammad Ali, David Bowie, Naomi Campbell, Jeff Koons, David LaChapelle, Annie Leibovitz, Helmut Newton, The Rolling Stones, Mario Testino, Wolfgang Tillmans och Ai Weiwei.

### Webbkällor
- ”Price Cutting and Oversupply Imperil Art Book Houses”. New York Times. 7 januari 2002. http://www.nytimes.com/2002/01/07/business/price-cutting-and-oversupply-imperil-art-book-houses.html?pagewanted=all&src=pm.
- ”The image maker: How Taschen became art publishing’s heavyweight”. The Independent. 4 september 2010. http://www.independent.co.uk/arts-entertainment/books/features/the-image-maker-how-taschen-became-art-publishingrsquos-heavyweight-2067723.html.
- ”Benedikt Taschen's Risky Business”. Wall Street Journal. 4 februari 2011. http://online.wsj.com/article/SB10001424052748703956604576110122598190148.html.
- ”SEXY BOOKS”. The New Yorker. 7 mars 2011. http://www.newyorker.com/talk/2011/03/07/110307ta_talk_goodyear.
- ”A passion for Taschen”. The Guardian. 4 november 2011. http://www.guardian.co.uk/books/2001/nov/04/art.
- Taschen's tastes keep his books alive